# Ладди, Том
Томас Уильям Ладди (англ. Tom Luddy, 4 июня 1943 — 13 февраля 2023) — американский кинопродюсер и сооснователь кинофестиваля в Теллурайде. Долго сотрудничал с продюсерской компанией American Zoetrope. Был членом жюри 11-го Московского международного кинофестиваля,38-го Берлинского международного кинофестиваля и Каннского кинофестиваля 1993 года.

## Биография
Ладди родился в Нью-Йорке и вырос в пригороде Уайт-Плейнс, штат Нью-Йорк. Он переехал в Калифорнию и поступил в Калифорнийский университет в Беркли, где изучал английский язык, был политическим активистом и членом местного киносообщества.
В 1970-х годах Ладди организовал показы Тихоокеанского киноархива в Беркли, уделяя особое внимание иностранным фильмам. Он также продюсировал фильмы, нередко для American Zoetrope. Частично профинансировал создание фильма «Мисима: Жизнь в четырёх главах» переводом с личной кредитной карты.
В 1974 году Ладди и группа соратников организовали кинофестиваль в Теллурайде, задумав его как место без присутствия большого количества СМИ, как на других фестивалях, и как площадку для показа множества новых и старых фильмов.

## Личная жизнь и смерть
Ладди был женат на Моник Монтгомери. Умер от осложнений болезни Паркинсона в своем доме в Беркли 13 февраля 2023 года в возрасте 79 лет.

## Фильмография
- Вернер Херцог ест свою туфлю (1980) — ассоциированный продюсер
- Мисима: Жизнь в четырёх главах (1985) — продюсер
- Пьянь — продюсер
- Король Лир (1987) — ассоциированный продюсер (в титрах не указан)
- Крутые парни не танцуют (1987) — исполнительный продюсер
- Манифест (1988) — исполнительный продюсер
- Поваккаци (1988) — ассоциированный продюсер
- Подожди до весны, Бандини (1989) — продюсер
- Ветер (1992) — продюсер
- Таинственный сад (1993) — продюсер
- Моя семья (1995) — исполнительный продюсер
- Sworn to the Drum: A Tribute to Francisco Aquabella (1995) — продюсер
- Возмездие (1998) — исполнительный продюсер
- Cachao: Uno Mas (2008) — продюсер